# バール・イ・ヴァ荘
『バール・イ・ヴァ荘』（ばーる・い・ばそう、La barre-y-va）は、モーリス・ルブランの『アルセーヌ・ルパン』シリーズの一篇。1930年発表。
『バーネット探偵社』での名道化役・ベシュ刑事とのエピソードのうちの一編。ラウール・ダブナック子爵ことアルセーヌ・ルパンは、ベシュ刑事とともにバール・イ・ヴァ荘の惨劇の謎を解き明かしてゆく。この作品でのベシュ刑事は､ルパンと対決する事をあきらめたのか､非常に協力的である。
一時期、エピローグ部分が削除された版が出版されていた事がある（1931年にアシェット社から出た、最初の単行本にもエピローグが無い）。